# Diana Thater
Diana Thater (* 1962 in San Francisco) ist eine US-amerikanische Künstlerin, Kuratorin, Schriftstellerin und Pädagogin. Sie hat seit den frühen 1990er Jahren wegweisende Verbindungen von Film-, Video- und Installationskunst geschaffen. Zudem hat sie mit ihren Arbeiten, in denen Tiere eine zentrale Rolle spielen, schon früh eine „mehr-als-menschliche“ Perspektive in der Kunst etabliert, wie sie den Human-Animal Studies zu Grunde liegt. Sie lebt und arbeitet in Los Angeles, Kalifornien.

## Biographie
Thater erwarb ihren Bachelor-Abschluss an der New York University in Kunstgeschichte und ihren Master of Fine Arts am Art Center College of Design, Pasadena (Kalifornien), wo sie inzwischen als Professorin lehrt.
Seit den 1990er Jahren hat sie sich als Künstlerin im Feld der Videokunst-Installation etabliert und ist schon früh mit Ausstellungen in bedeutenden Kunstinstitutionen zu internationaler Bekanntheit gelangt. Bereits 1994 hatte sie zusammen mit Stan Douglas eine Ausstellung im Kunstinstituut Melly (ehemals Witte de With) in Rotterdam, zu dieser Zeit einer der wichtigsten Institutionen für die Präsentation von Gegenwartskunst.
Seither hat sie international zahlreiche Einzelausstellungen in öffentlichen Museen, Kunstsammlungen und Galerien bestritten (siehe die Auswahl im gleichnamigen Abschnitt) und an bedeutenden Gruppenausstellungen wie der Carnegie International und der Whitney Biennial teilgenommen.
Auch ist sie für ihr Werk mehrfach ausgezeichnet worden, so u. a. 1995 mit dem Preis der Gwangju Biennale und 2005 mit dem Fellowship Award der Simon R. Guggenheim Memorial Foundation, New York und 2018 mit dem Art + Technology Lab Grant des Los Angeles County Museum of Art.
Es sind seit den 1990er Jahren zahllose Interviews und Artikel zu Thaters Werk und ihren Ausstellungen in internationalen Kunstzeitschriften wie Artforum, ARTnews, BOMBmagazine, Frieze, Mousse Magaine, Parkett, studio international u. a.m. und im Feuilleton bzw. in Magazinen von Zeitungen wie der New York Times und des Wall Street Journal erschienen; zudem wurden mehrere Werk-Monografien und Kataloge mit Beiträgen renommierter Fachleute veröffentlicht (siehe den Abschnitt Literatur).
Ihre Arbeiten finden sich in zahlreichen öffentlichen Kunstsammlungen weltweit, darunter dem Art Institute of Chicago, dem Hirshhorn Museum and Sculpture Garden Washington, dem Musée d’Art Moderne et Contemporain de Strasbourg, dem Metropolitan Museum of Art New York, des Museum für Moderne Kunst Luxemburg, des Museum of Modern Art New York, dem Stedelijk Museum Amsterdam, dem Walker Art Center Minneapolis, dem Whitney Museum New York; in Deutschland ist sie u. a. in den Sammlungen der Kunsthalle Bremen und des Museum für Gegenwartskunst Siegen vertreten – zwei Institutionen, von denen ihr 2004 parallel eine (Doppel-)Retrospektive ihrer Arbeiten 1993–2003 ausgerichtet wurde –, des Museum Ludwig Köln, in der Sammlung Falckenberg in den Deichtorhallen Hamburg und in den als Schenkung verbliebenen Beständen der ansonsten seit 2021 abgezogenen Friedrich Christian Flick Collection im Hamburger Bahnhof – Nationalgalerie der Gegenwart Berlin. Sie wird seit 1993 von der Galerie David Zwirner, New York vertreten; in Europa zudem von der Galerie Hussenot, Paris.

## Werk
Thaters Arbeit untersucht in Weiterführung der Tradition des Expanded Cinema die zeitlichen Eigenschaften von Film und Video in ihrer Erweiterung in den Raum hinein. Die Künstlerin ist bekannt für ihre ortsspezifischen Installationen, in denen sie Architekturen durch Projektionen und farbiges Licht zu begehbaren Bildern werden lässt.
Thaters Hauptinteresse liegt in der Erforschung der Beziehung zwischen dem Menschen und anderen Lebewesen, namentlich Tieren in einer nur noch als Vorstellung existierenden Natur jenseits von Kultur und Technnologie. Dem entsprechend sind ihre Arbeiten häufig in scheinbar unberührten, tatsächlich aber vom Menschen durch und durch geprägte Landschaften situiert. Während die Kameras lange Zeit den Bewegungen der Tiere folgen und die Bilder zunächst an Naturfilme erinnern können, kommt es zu Interaktionen zwischen Tieren und Menschen beziehungsweise von Menschen gebauten Strukturen und Architekturen. So sind etwa in Broken Circle (1997/2001) für kommerzielle Filmproduktionen engagierte Pferde zu sehen, die von professionellen Trainern getrieben werden; in Dolphins (1999) schwimmen nicht nur Delfine, sondern auch Taucher, die sie filmen; in Life is a time-based Medium (2015) stehen Affen, die in einem Tempel leben, im Zentrum; in Chernobyl (2011) bewegen sich die Tiere in dem von Menschen verlassenen Stadtgebiet von Prypjat in der Sperrzone von Tschernobyl.
Charakteristisch für die Arbeiten ist Diana Thaters spezifischer Umgang mit dem Medium Video: in Perspektiven, Schnitten und generell der technischen Bearbeitung sowie in der Präsenz von Kamera- und Projektionstechnologien in den Bildern wie auch den Installationen. Jan Avigkos verweist für diesen konzeptuellen Umgang mit dem Medium auf Pioniere des Feldes wie Peter Campus sowie – was insbesondere für die Relation von Bewegtbild und Installation im Raum gilt – auf Dan Graham und Bruce Nauman. Dabei hat Thater allerdings eine ganz eigene Bild- und Raumästhetik entwickelt, in der diese Dimensionen zu strukturierenden Elementen des Gesamten werden. Der gezielte Einsatz von Schärfe und Unschärfe kann dabei an Super-8-Heimkino erinnern, was eine emotionale Wirkung hervorrufen und zudem in den Betrachtenden – die in den Installationen gleichsam in den Bildern stehen – zu körperlichen Effekten wie Schwindel führen kann.
Diese Strategie der Verkörperlichung und Emotionalisierung nutzt Thater, um die Wahrnehmung der Betrachtenden zu intensivieren und sie für die zentralen Subjekte ihrer Arbeiten – die Tiere in einer vom Menschen bestimmten Welt – zu sensibilisieren. Das Engagement mit den Mitteln der Kunst spiegelt sich auch darin wieder, dass sie 2000–2006 als Gastkünstlerin und Botschafterin für das Dolphin Project wirkte. Ihre Arbeit Dolphins (1999) entstand in enger Zusammenarbeit mit dem ehemaligen Delfin-Dompteur (u. a. für die Fernsehserie Flipper) und Dolphin Project-Gründer Richard O’Barry. Zugleich stehen Tiere für Thater nicht allein für sich, sondern für universelle Dimensionen des Lebens.

## Ausstellungen (Auswahl)

### Einzelausstellungen
- 1991: Kunsthaus Graz, Graz (AT)
- 1995: Renaissance Society, Chicago (US)
- 1996: Salzburger Kunstverein, Salzburg (AT)
- 1996: Kunsthalle Basel, Basel (CH)
- 1997: Walker Art Center, Minneapolis (US)
- 1998: MAK Center for Art and Architecture, Los Angeles (US)
- 1998: Museum of Modern Art
- 2000: Wiener Secession
- 2001: Dia:Beacon (ehemals Dia Center for the Arts), New York (US)
- 2009: Natural History Museum London (UK)

### Gruppenausstellungen
- 1994: Kunstinstituut Melly (ehemals Witte de With Center for Contemporary Art), Rotterdam (NL), Doppelausstellung zusammen mit Stan Douglas
- 1995, 1997, 2006: Whitney Biennial
- 1999: Carnegie International
- 2005: Lichtkunst aus Kunstlicht, ZKM Karlsruhe

## Auszeichnungen
- 1993: National Endowment for the Arts Fellowship
- 1996: Étant-donnés Foundation Grant
- 2005: Guggenheim-Stipendium
- 2006: Phelan Award für Film und Video